# Brouilla
Brouilla (em catalão:  Brullà) é uma comuna francesa na região administrativa da Occitânia, no departamento dos Pirenéus Orientais. Estende-se por uma área de 7.83 km², e possui 1.485 habitantes, segundo o censo de 2018, com uma densidade de 190 hab/km².